# Jinyintan
Jinyintan (kinesiska: 金银滩, 金银滩镇) är en köping i Kina. Den ligger i den autonoma regionen Ningxia, i den nordvästra delen av landet, omkring 61 kilometer söder om regionhuvudstaden Yinchuan. Antalet invånare är 28969. Befolkningen består av 14 128 kvinnor och 14 841 män. Barn under 15 år utgör 26,0 %, vuxna 15-64 år 67 %, och äldre över 65 år 6,0 %.
Genomsnittlig årsnederbörd är 328 millimeter. Den regnigaste månaden är juli, med i genomsnitt 83 mm nederbörd, och den torraste är december, med 1 mm nederbörd.